# اسقلبیوس ۴۵۸۱
سیارک ۴۵۸۱ (به انگلیسی: 4581 Asclepius، نامگذاری:1989FC) چهار هزار و پانصد و هشتاد و یکمین سیارک کشف شده‌است که در ۳۱ مارس ۱۹۸۹ کشف شد.
قدر مطلق سیارک برابر ۲۰٫۴۰ است.